# آبشار ایس آچئوال آلیون
آبشار ایس آچئوال آلیون (به انگلیسی: Eas a' Chual Aluinn) آبشاری است که در اسکاتلند واقع شده و ارتفاع کلی ریزشگاه آن ۲۰۰ متر / ۶۵۸ پا است.